# 4267 Basner
4267 Basner este un asteroid descoperit pe 18 august 1971 de Tamara Smirnova.

## Denumirea asteroidului
Asteroidul a primit numele în onoarea compozitorului rus Veniamin Efimovici Basner (1925–1996).